# Go-Komatsu
Keizer Go-Komatsu (後小松天皇, Go-Komatsu-tennō, 1 augustus 1377 – 1 december 1433) was de 100e keizer van Japan, volgens de traditionele opvolgvolgorde.
Hij regeerde van 24 mei 1382 tot 5 oktober 1412, maar zijn keizerschap wordt enkel erkend over de periode vanaf 21 oktober 1392. Op die dag trad namelijk Go-Kameyama, de laatste keizer van het zuidelijke hof, af en werden beide hoven weer een geheel met Go-Komatsu aan het hoofd als keizer. Tijdens de eerste 10 jaar van zijn regering wordt Go-Komatsu enkel erkend als de 6e troonpretendent van het keizerlijke hof van Japan.

## Genealogie
Go-Komatsu was vernoemd naar de voormalige keizer Kōkō, bijgenaamd Komatsu. Het voorvoegsel go- (後), kan worden vertaald als “later” of “tweede”, waardoor zijn naam vrij vertaald “Komatsu de tweede” betekent. Zijn persoonlijke naam (imina) was Motohito-shinnō (幹仁親王).
Go-Komatsu was de eerste zoon van de 5e troonpretendent, Go-En'yu. Zijn moeder was Tsūyōmonin no Itsuko (通陽門院厳子).

## Leven
Go-Komatsu volgde in 1382 zijn vader op als troonpretendent, die daarna als Insei-keizer verder regeerde. Noch Go-Komatsu, noch zijn vader hadden echter enige macht van betekenis daar het Ashikaga-shogunaat de ware macht in het land in handen had.
In 1392 kwam een einde aan een jarenlange rivaliteit tussen de twee takken van de keizerlijke familie. Zuidelijke keizer Go-Kameyama gaf de heilige schatten van de keizerlijke familie terug aan Go-Komatsu, die daardoor officieel erkend kon worden als keizer. Kort daarna trad hij af en werd Go-Komatsu de enige keizer van Japan. Afgesproken werd dat na Go-Komatsu’s aftreden een lid van het zuidelijke hof de troon zou krijgen, waarna beide hoven om beurten een keizer mochten aanwijzen. Go-Komatsu hield zich echter niet aan die afspraak, en benoemde bij zijn aftreden zijn zoon Shōkō tot keizer.
Go-Komatsu stierf op 56-jarige leeftijd.

## Perioden
Zowel het Noordelijke als Zuidelijke hof hanteerden hun eigen tijdregistratie met het toekennen van namen aan bepaalde perioden. Derhalve valt Go-Komatsu's regeerperiode afhankelijk van naar welke maatstaven wordt gemeten binnen andere tijdsperioden:
Noordelijke hof 
- Eitoku (1381-1384)
- Shitoku (1384-1387)
- Kakei (1387-1389)
- Kōō (1389-1393]

Zuidelijke hof
- Kōwa (1381-1384)
- Genchū (1384-1390)
- Meitoku (1390-1393)‡

Na de samenvoeging
- Meitoku (1393-1394)‡
- Ōei (1394-1428)

* Regent Jingu staat niet op de traditionele lijst.